# Кеворков, Ваграм Борисович
Ваграм Бори́сович Кево́рков (1 июля 1938 года) российский писатель, режиссёр-постановщик, актёр, журналист.

## Биография
Ваграм Кеворков (родился 1 июля 1938 года, Пятигорск) — писатель, режиссёр-постановщик, актёр, журналист. Окончил историко-филологический факультет Пятигорского государственного педагогического института и режиссёрский факультет ГИТИСа им. А. В. Луначарского.
За десятилетия работы на ТВ сделал более тысячи передач, снял десятки документальных фильмов, фильм - оперетту "Весёлые рыболовы" (по Ж. Оффенбаху), поставил десятки телеспектаклей, перенёс на телеэкран множество театральных спектаклей.
В 70-е годы как артист вел передачу "Спокойной ночи, малыши."
Сыграл главную роль Шурика в телеспектакле "Два цвета." (Пьеса Зака и Кузнецова). Более десяти лет руководил студией юного актёра Центрального телевидения ( питомцы студии Татьяна Догилева, Татьяна Божок, Михаил Васьков, Марат Серажетдинов - Фильм "Юнга северного флота").
В 2005 году в Московской городской организации Союза писателей России вышла его первая книга «Сопряжение времён». Постоянный автор ежемесячного литературного журнала «Наша улица». Среди опубликованных произведений: «Высоцкий, Вертинский…и длинная ночь» (рассказ); «За экраном телевизора» (рассказ); «Ваших бёдер крутой поворот» (подборка рассказов) и др.
Участник альманахов издательства «Книжный сад» «Ре-цепт» и «Золотая птица». Писатель Юрий Кувалдин в своём издательстве «Книжный сад» выпустил несколько книг повестей, рассказов и эссе В. Б. Кеворкова — «Романы бахт» (2008), «Эликсир жизни» (2009), «Гул далеких лавин» (2013). В 2016 году вышла книга В. Б. Кеворкова «Теория вероятности» (издательство «У Никитских ворот»).

## Публикации

### Книги
- Романы бахт : повести, рассказы, эссе / Ваграм Кеворков. — М.: Книжный сад, 2008. — 319 с. — ISBN 5-85676-121-9
- Эликсир жизни : рассказы и повести / Ваграм Кеворков. — М.: Книжный сад, 2009. — 350 с. — ISBN 5-85676-127-8
- Гул далеких лавин / Ваграм Кеворков. — М.: Книжный сад, 2013. — 351 с. — ISBN 5-85676-150-3
- Теория вероятности / Ваграм Кеворков. — М.: У Никитских ворот, 2016. — 476 с. — ISBN 978-5-00095-098-2

### Рассказы и эссе
- Высоцкий, Вертинский… и длинная ночь.
- Там, где ветер. эссе
- Годы на ТV

## Роли в кино
- 1954 — Ровно в двенадцать (короткометражный)

## Режиссёр фильмов
- 1963 — «Вернулись казаки» (о казаках-некрасовцах, вернувшихся на родину после трёх веков отсутствия)
- 1965 — «Художник-гражданин» (о художнике Николае Ярошенко)
- 1965 — «Путешествие в легенду» (документальный)
- 1965 — «Ключ к изобилию» (документальный)
- 1965 — «Город в краю нарзанов» (документальный)
- 1966 — «Большие скачки» (документальный)
- 1967 — «Весёлые рыболовы» (оперетта Ж. Оффенбаха)
- 1971 — «Великий конспиратор» (телеспектакль)
- 1972 — Сказка о четырёх близнецах (телеспектакль)
- 1973 — Московские каникулы (фильм-спектакль)
- 1973 — Представление начинается (телеспектакль)
- 1973 — «Димка-невидимка» (телеспектакль)
- 1973 — «Великий конспиратор» (телеспектакль)
- 1974 — «Приключение не удалось» (телефильм)
- 1975 — «Мальчик со шпагой» (9-серийный телеспектакль)
- 1975 — «Чинчрака» (телеспектакль).
- 1979 — «Та сторона, где ветер (фильм)» (2-серийный телеспектакль)
- 1980 — У времени в плену (телеспектакль). По одноимённой пьесе А. Штейна в постановке Московского академического театра сатиры.
- 2006 — «Юрий Кувалдин. Жизнь в тексте» (канал «Культура»).